# Justin & Christina
Justin & Christina là một EP của bộ đôi ca sĩ người Mỹ Justin Timberlake và Christina Aguilera. Album được phát hành vào năm 2003 để quảng bá cho chuyến lưu diễn "Justified/Stripped Tour". Nó được bán độc quyền ở chuỗi cửa hàng bán lẻ Target. EP chỉ bao gồm hai ca khúc mới của mỗi ca sĩ và bản phối lại các hit lớn của họ.
Bài hát "Why, When, How" cũng có trong album đầu tay "Alma Negra" của ca sĩ R&B người Tây Ban Nha Tony Santos.

## Danh sách bài hát
1. That's What Love Can Do - Christina Aguilera
2. Why, When, How - Justin Timberlake
3. Beautiful (Valentin Club Mix) - Christina Aguilera
4. Rock Your Body (Paul Oakenfold Mix) - Justin Timberlake
5. Fighter (Hellraiser Remix) - Christina Aguilera
6. Cry Me a River (Bill Hamel Justinough Vocal Mix) - Justin Timberlake